# Thelocarpon strasseri
Thelocarpon strasseri är en lavart som beskrevs av Zahlbr. Thelocarpon strasseri ingår i släktet Thelocarpon och familjen Thelocarpaceae.   Inga underarter finns listade i Catalogue of Life.